# Q-dance
Q-dance este o companie olandeză care organizează evenimente și festivaluri de muzică electronică dură, cum ar fi Hardstyle, Hardcore, Experimental Hardcore și Subground. Evenimente populare organizate de Q-dance cum ar fi Defqon.1 Festival, Q-BASE, Qlimax sunt renumite în toată lumea. 
Evenimentele Q-dance sunt ușor de identificat datorită literei "Q".

## Evenimente curente
- Defqon.1 Festival
- Defqon.1 Festival Australia
- Q-BASE
- Qlimax
- The Qontinent
- Dominator
- X-Qlusive
- Q-dance presents
- QORE 3.0
- Freaqshow
- IQON
- QULT
- The Sound of Q-dance - Chile
- The Sound of Q-dance - USA
- Nirvana of Noise